# Bye Bye (Marshmello e Juice Wrld)
Bye Bye è un singolo del DJ statunitense Marshmello e del rapper statunitense Juice Wrld, pubblicato il 14 ottobre 2022.

## Antefatti
Il 14 ottobre 2022, Marshmello ha parlato del brano e della sua composizione in una conferenza stampa:
Su una produzione con bassi pesanti e "un synth monotono", Juice Wrld parla di essere stati traditi e di andare avanti con la propria relazione. Il brano è stato registrato nel febbraio 2019.

## Video musicale
Il video musicale del brano è stato pubblicato il 14 ottobre 2022 sul canale YouTube ufficiale di Marshmello. Il video inizia con un ragazzo adolescente che inserisce una monetina da 25 centesimi all'interno di un videogioco arcade, facendogli prendere vita e iniziando contemporaneamente a trasportarsi nel tempo e nello spazio.

## Classifiche
| Classifica (2022) | Posizione massima |
| ----------------- | ----------------- |
| Austria           | 56                |
| Canada            | 36                |
| Irlanda           | 48                |
| Lituania          | 81                |
| Paesi Bassi       | 80                |
| Regno Unito       | 45                |
| Stati Uniti       | 53                |
| Svezia            | 87                |
| Svizzera          | 85                |